# ریدازولول
ریدازولول (انگلیسی: Ridazolol) دارویی است که به عنوان یک آنتاگونیست گیرنده بتا آدرنرژیک عمل می‌کند. در دهه ۱۹۸۰ و ۱۹۹۰ میلادی برای تأثیرات آن بر بیماری عروق کرونر قلب و فشار خون ضروری (فشار خون بالا) مورد بررسی قرار گرفت.